# Erebalda
Erebalda is een geslacht van hooiwagens uit de familie Assamiidae.
De wetenschappelijke naam Erebalda is voor het eerst geldig gepubliceerd door Roewer in 1940. 

## Soorten
Erebalda is monotypisch en omvat slechts de volgende soort:
- Erebalda cryptostigma